# Jill Clayburgh
Jill Clayburgh (30 aprilie 1944 - 5 noiembrie 2010) a fost o actriță americană. A fost nominalizată la premiul Oscar pentru rolurile din filmele An Unmarried Woman și Starting Over. 

## Filmografie
| An        | Film                                      | Rol                    | Note |
| --------- | ----------------------------------------- | ---------------------- | --- |
| 1968      | N.Y.P.D.                                  | Femeie în parc         | Episodul: "Deadly Circle of Violence" |
| 1969      | Search for Tomorrow                       | Grace Bolton           | |
| 1969      | The Wedding Party                         | Josephine              | |
| 1971      | The Telephone Book                        | Eyemask                | |
| 1972      | Portnoy's Complaint                       | Naomi                  | |
| 1972      | The Snoop Sisters                         | Mary Nero              | Episodul: "The Female Instinct" |
| 1973      | The Thief Who Came to Dinner              | Jackie                 | |
| 1974      | The Terminal Man                          | Angela Black           | |
| 1974      | Medical Center                            | Beverly                | Episodul: "Choice of Evils" |
| 1974      | Maude                                     | Adele                  | Episodul: "Walter's Heart Attack" |
| 1974      | The Rockford Files                        | Marilyn Polonski       | Episodul: "The Big Ripoff" |
| 1975      | Hustling                                  | Wanda                  | Film TV Nominalizare – Primetime Emmy Award for Outstanding Lead Actress in a Miniseries or a Movie |
| 1976      | Gable and Lombard                         | Carole Lombard         | |
| 1976      | Griffin and Phoenix                       | Sarah Phoenix          | Film TV |
| 1976      | Silver Streak                             | Hilly Burns            | |
| 1977      | Semi-Tough                                | Barbara Jane Bookman   | |
| 1978      | An Unmarried Woman                        | Erica                  | Premiul Cannes pentru cea mai bună actriță Nominalizare – Academy Award for Best Actress Nominalizare – BAFTA Award for Best Actress in a Leading Role Nominalizare – Golden Globe Award for Best Actress – Motion Picture Drama |
| 1979      | La Luna                                   | Caterina Silveri       | Nominalizare – Premiul Globul de Aur pentru cea mai bună actriță (dramă) |
| 1979      | Starting Over                             | Marilyn Holmberg       | Nominalizare – Academy Award for Best Actress Nominalizare – American Movie Award for Best Actress Nominalizare – Golden Globe Award for Best Actress – Motion Picture Musical or Comedy |
| 1980      | It's My Turn                              | Kate Gunzinger         | |
| 1981      | First Monday in October                   | Ruth Loomis            | Nominalizare – Golden Globe Award for Best Actress – Motion Picture Musical or Comedy |
| 1982      | I'm Dancing as Fast as I Can              | Barbara Gordon         | |
| 1983      | Hanna K.                                  | Hanna Kaufman          | |
| 1986      | Miles To Go                               | Moira Browning         | Film TV |
| 1986      | Where Are the Children?                   | Nancy Holder Eldridge  | |
| 1987      | Shy People                                | Diana Sullivan         | |
| 1989      | Fear Stalk                                | Alexandra Maynard      | Film TV |
| 1990      | Oltre l'oceano                            | Ellen                  | a.k.a. Beyond the Ocean (USA) |
| 1991      | Pretty Hattie's Baby                      | unknown                | |
| 1991      | Reason For Living: The Jill Ireland Story | Jill Ireland           | Film TV |
| 1992      | Whispers in the Dark                      | Sarah Green            | |
| 1992      | Rich in Love                              | Helen Odom             | |
| 1992      | Le grand pardon II                        | Sally White            | a.k.a. Day of Atonement |
| 1993      | Naked in New York                         | Shirley, Jake's mother | |
| 1994      | For the Love of Nancy                     | Sally Walsh            | Film TV |
| 1995      | The Face on the Milk Carton               | Miranda Jessmon        | Film TV |
| 1997      | Going All the Way                         | Alma Burns             | |
| 1997      | When Innocence Is Lost                    | Susan French           | |
| 1997      | Fools Rush In                             | Nan Whitman            | |
| 1998      | Law & Order                               | Sheila Atkins          | Episodul: "Divorce" |
| 1998      | Frasier                                   | Marie (voce)           | Episodul: "The Perfect Guy" |
| 1998      | Trinity                                   | Eileen McCallister     | 3 episoade |
| 1999      | Everything's Relative                     | Mickey Gorelick        | 4 episoade |
| 1999–2001 | Ally McBeal                               | Jeannie McBeal         | 4 episoade |
| 2001      | Never Again                               | Grace                  | |
| 2001      | Vallen                                    | Ruth                   | a.k.a. Falling |
| 2002      | Leap of Faith                             | Cricket Wardwell       | 6 episoade |
| 2004      | The Practice                              | Victoria Stewart       | 3 episoade |
| 2004      | Nip/Tuck                                  | Bobbi Broderick        | 2 episoade Nominalizare – Primetime Emmy Award for Outstanding Guest Actress in a Drama Series |
| 2006      | Running with Scissors                     | Agnes Finch            | |
| 2007–2009 | Dirty Sexy Money                          | Letitia Darling        | 23 episoade |
| 2010      | Love & Other Drugs                        | Mrs. Randall           | lansare postumă |
| 2011      | Bridesmaids                               | Judy Walker            | lansare postumă Washington DC Area Film Critics Association Award for Best Acting Ensemble Nominalizare – Screen Actors Guild Award for Outstanding Performance by a Cast in a Motion Picture Nominalizare – Broadcast Film Critics Association Award for Best Cast Nominalizare – Phoenix Film Critics Society Award for Best Cast Nominalizare – Central Ohio Film Critics Association for Best Ensemble |